# Akbulak (Russland)
Akbulak (russisch Акбула́к) ist eine Siedlung in der Oblast Orenburg (Russland) mit 13.918 Einwohnern (Stand 14. Oktober 2010).

## Geographie
Die Siedlung liegt in der Steppe, 40 km von der Grenze zu Kasachstan, 3 km vom rechten Ufer des linken Ural-Nebenflusses Ilek und knapp 100 km Luftlinie in südsüdöstlicher Richtung vom Oblastverwaltungszentrum Orenburg entfernt.
Akbulak ist Verwaltungszentrum des Rajons Akbulakski und Sitz der Landgemeinde (selskoje posselenije) Akbulakski possowet, zu der neben Akbulak noch die vier in südöstlicher Richtung gelegenen Siedlungen Schulaksu (8 km entfernt), Kulaksai (15 km) sowie bei den Bahnstationen Rasjesd Nr. 29 (7 km, bei Schulaksu) und Rasjesd Nr. 30 (14 km, bei Kulaksai) gehören.

## Geschichte
Der Ort wurde entstand 1904 im Zusammenhang mit dem Bau der Eisenbahnstrecke Orenburg – Taschkent, der ersten Verbindung zwischen dem europäischen und dem zentralasiatischen Teil des Russischen Reiches, um eine zu errichtende Bahnstation. Die Station und entsprechend die Siedlung sollten zunächst den russischen Namen Karamsino erhalten, es bürgerte sich jedoch die turksprachige (kasachische) Bezeichnung Ak-Bulak ein, etwa „weiße Quelle“, nach einem unweit fließenden Bach. Der Streckenabschnitt über Ak-Bulak ging 1905 in Betrieb, die gesamte über 1800 Kilometer lange Strecke bis Taschkent 1906.
Der Ort wurde durch Umsiedler aus dem Wolgagebiet, Zentralrussland und der Ukraine bereits vor dem Ersten Weltkrieg zu einem regionalen Zentrum und ab 12. April 1921 erstmals Verwaltungssitz eines nach ihm benannten Rajons innerhalb des Gouvernements Aktjubinsk der ersten Kirgisischen ASSR. Der Rajon wurde zum 5. Juli 1922 in einen Ujesd umgewandelt und im Januar 1924 aufgelöst.
Am 17. Januar 1928  wurde der Rajon wiederhergestellt, nun im Okrug Aktjubinsk der mittlerweile in Kasachische ASSR umbenannten autonomen Republik im Bestand der Russischen SFSR.
Mit Gründung der Oblast Orenburg am 7. Dezember 1934 kam der Ak-Bulakski rajon zu dieser und verblieb bei der Umwandlung der Kasachischen ASSR in eine SSR infolge der Verfassung von 1936 bei der Russischen SFSR. 1937 erhielt Ak-Bulak den Status einer Siedlung städtischen Typs.
In den 1960er-Jahren setzte sich die heutige Schreibweise des Ortsnamens durch. 1999 wurde der Ort wie eine Reihe anderer in der Oblast Orenburg zu einer (ländlichen) Siedlung herabgestuft.

### Bevölkerungsentwicklung
| Jahr | Einwohner |
| ---- | --------- |
| 1920 | 3.564     |
| 1939 | 10.728    |
| 1959 | 14.742    |
| 1970 | 14.570    |
| 1979 | 12.756    |
| 1989 | 13.152    |
| 2002 | 14.801    |
| 2010 | 13.918    |

Anmerkung: ab 1939 Volkszählungsdaten

## Wirtschaft
In Akbulak ist Zentrum eines Landwirtschaftsgebietes mit einigen Betrieben der Lebensmittelindustrie. Eine Ziegelfabrik wurde vor einigen Jahren geschlossen; auf Grundlage von Kalksteinvorkommen in der Umgebung ist ein Zementwerk in Bau.
Die Siedlung liegt an der Eisenbahnstrecke Orenburg – Aqtöbe – Taschkent (Streckenkilometer 1642 ab Moskau), die Russland über Kasachstan mit Usbekistan und den anderen zentralasiatischen Republiken verbindet. Durch den Ort führt auch die Regionalstraße, die ebenfalls Orenburg über Sol-Ilezk mit dem kasachischen Aqtöbe verbindet; Akbulak ist der letzte größere Ort vor dem 40 km entfernten Grenzübergang Sagartschin–Jaissan.